# Martinus Antonius Del Rio
Martinus Antonius Del Rio (Brugge of Antwerpen, 17 mei 1551 - Leuven, 19 oktober 1608) was eerst een politiek ambtenaar en vervolgens een geleerd jezuïet uit de Zuidelijke Nederlanden.

## Levensloop
Del Rio stamt uit een Spaans edel geslacht, waarvan een tak zich in de Zuidelijke Nederlanden gevestigd had. Hij was een zoon van Antonio Del Rio en Eleonora Lopez de Villanova. Het is niet duidelijk of Martinus in Brugge, dan wel in Antwerpen geboren werd. Wat zeker lijkt is dat hij zijn middelbare studies volbracht aan het college in Lier en er als een wonderkind werd aanzien, die er afstudeerde toen hij pas twaalf was en zich toen, op 15 december 1563, inschreef aan de universiteit van Leuven. Hij studeerde onder meer bij de humanist Cornelius Valerius en sloot er vriendschap met medestudenten zoals Andreas Schott, Willem Canter en Justus Lipsius. 
Hij begon daarop aan een peregrinatio academica, die hem deed kennis maken met de universiteiten van Parijs en Douai. In 1572 schreef hij zich in aan de universiteit van Salamanca en in 1574 promoveerde hij er tot licentiaat in beide rechten.

### Politieke carrière
Terug in de Zuidelijke Nederlanden, verhoogde Del Rio zijn maatschappelijke standing door, met een erfenis van zijn grootvader, de heerlijkheid Aartselaar te verwerven. Bij zijn terugkeer was de periode van de godsdienstroebelen volop bezig. Sommige Del Rio's waren hier van nabij bij betrokken. Zijn neef, Luís del Río, was raadsheer bij de Raad van Beroerten. Martinus' vader werd algemeen ontvanger van de confiscaties. Martinus werd in oktober 1577 door de landvoogd Juan van Oostenrijk tot raadsheer benoemd bij de Staten van Brabant. In juli 1578 werd hij bevorderd tot vice-kanselier van de Raad. Het verging de familie eerder slecht. De gemelde Luis werd gevangen genomen door de calvinisten en toen hij na enkele tijd werd losgelaten, overleed hij. Vader Antonio Del Rio vluchtte, berooid, naar Lissabon, waar hij overleed. 
Een nieuwe landvoogd, Alexander Farnese, werd benoemd. Hij verkoos een politiek van verzoening en sommige overtuigden van de harde lijn moesten wijken. Martinus was een van hen en verloor het ambt van vice-kanselier. 

### Jezuïet
De neergaande evolutie van zijn carrière en de familiale tegenslagen deden Martinus besluiten in de geestelijke stand te treden. Op 27 december 1579 stuurde hij zijn kandidatuur naar de generaal van de jezuïeten, Everard Mercurian. Hij vertrok onmiddellijk naar Spanje en op 9 mei 1580 werd hij in de Sociëteit van Jezus opgenomen.
Hij werd in de volgende jaren ingezet als leraar in de jezuïetencolleges van Bordeaux, Douai, Graz, Mainz, Leuven, Luik, en Salamanca. In Leuven hernieuwde hij zijn vriendschap met Justus Lipsius (die aan hem zijn bekering tot het katholicisme toeschreef), in Bordeaux ontmoette hij ongetwijfeld Michel de Montaigne met wie hij verwant was. 
Na die vele opdrachten, werd hij in 1594 docent Bijbelexegese aan het jezuïetencollege in Leuven. Hij doceerde er vooral over het Hooglied en het Boek der Klaagliederen. In die jaren predikte hij ook ter ere van de Maagd Maria, preken die hij later publiceerde onder de titel Florida Mariana (Marian Blossoms, 1598).
Del Rio, die eigenlijk het liefst in Spanje was gebleven, mocht er in 1604 weer naartoe. Hij doceerde een tijdje in Valladolid en Salamanca, waar hij kritisch was over het lage niveau van de studenten. In 1608 keerde hij dan toch graag naar de Zuidelijke Nederlanden terug. Op 19 oktober was hij weer in Leuven, maar drie dagen later overleed hij er.

## Disquisitiones Magicarum
Del Rio werd het meest bekend door zijn Disquisitionum Magicarum Libri Sex (Onderzoekingen naar Magie in Zes Boeken), een werk dat in drie delen verscheen in Leuven in 1599 en 1600 en dat nog meer dan twintig herdrukken zag. Daarmee was het op de Malleus Maleficarum na, het meest populaire werk over occultisme. In de Disquisitiones legde de jezuïet een band tussen ketterij en hekserij. De laatste herdruk was in Keulen in 1755. Het werk werd zowel in protestants als katholiek Europa populair en werd zelfs gebruikt bij de beruchte heksenprocessen in Salem, Massachusetts van 1692. Geschiedkundigen zoals Hugh Trevor-Roper en Robert Muchembled hebben onder meer Del Rio de schuld in de schoenen geschoven voor heksenvervolgingen in de Zuidelijke Nederlanden.

## Publicaties

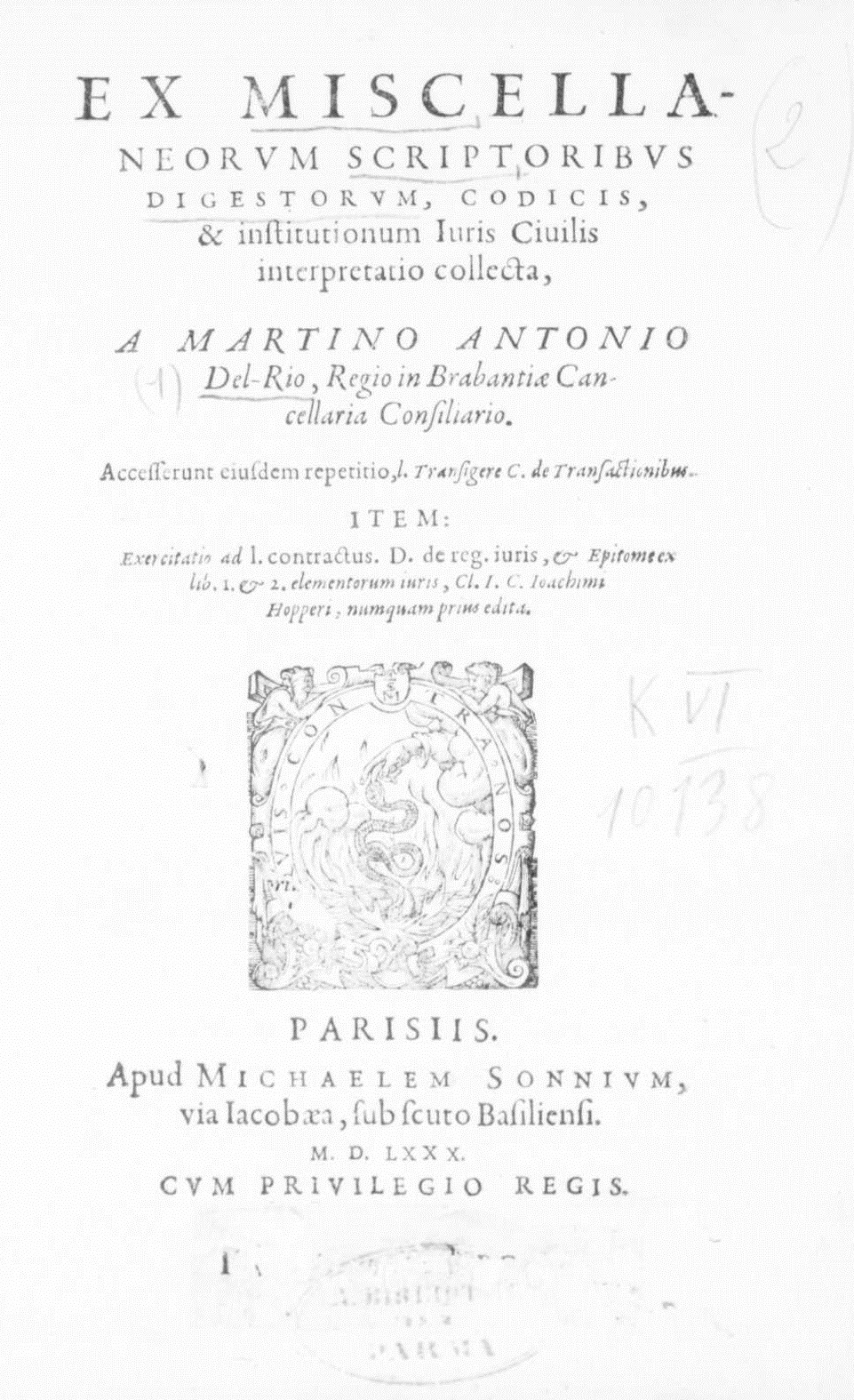
Ex miscellaneorum scriptoribus digestorum, codicis et institutionum iuris civilis interpretatio, 1580

- Del Rio is de auteur van talrijke boeken, juridische commentaren tijdens zijn eerste carrière, zowel als Bijbelexegese in zijn tweede.
- Disquisitiones magicarum (1599–1600), boek over diabolisme en magie in zes delen, Leuven, 1599-1600, Keulen, 1720, Venetië, 1745, enz..
- Syntagma tragoediae latinae,  1593–94, herziene tekst van zijn werk over Seneca, Senecan Tragedy, 1576..
- Gaius Julius Solinus, gebaseerd op een manuscript dat hij leendevan Justus Lipsius.
- Claudius Claudianus.
- Mémoires de Martin Antoine del Rio sur les troubles des Pays-Bas durant l’administration de Don Juan d’Autriche, 1576–1578, trans. Adolphe Delvigne, 3 vols (Brussel, 1869–71), werk dat in handschrift bleef en pas lang na zijn dood werd gepubliceerd.